# Richard Heymons
Richard Heymons est un zoologiste et entomologiste allemand, né en 1867 et mort en 1943.
Il étudie à Université Humboldt de Berlin de 1886 à 1891 et assure la direction de l’institut de zoologie de l’établissement d'enseignement supérieur agricole de Berlin de 1915 à 1935.